# گرمن گریف
گرمن گریف (به روسی: Герман Греф) (زاده ۸ فوریه ۱۹۶۴) سیاست‌مدار، اقتصاددان، بانکدار و مدیر ارشد اجرایی روسی است، که در حال حاضر به‌عنوان مدیر عامل اجرایی اسبربانک فعالیت می‌نماید.
گریف در فاصله سال‌های ۲۰۰۰ تا ۲۰۰۷ وزیر توسعه اقتصادی و تجارت روسیه بود، وی همچنین بنیانگذار مرکز توسعه استراتژیک روسیه می‌باشد. او سابقه مدیریت در شرکت گازپروم را نیز در کارنامه خود دارد.